# 옐리자베타 페트로브나
옐리자베타 페트로브나(러시아어: Елизаве́та Петро́вна, 1709년 12월 18일 ~ 1762년 1월 5일)는 1741년부터 1761년까지 러시아 제국을 다스린 여제다. 로마노프 왕조의 6번째 군주로 표트르 1세와 예카테리나 1세의 딸이다.

## 생애
모스크바 근처의 콜로멘스코예에서 태어났다. 표트르 1세와 예카테리나는 옐리자베타 페트로브나의 출생년도인 1709년 보다 나중인 1712년에야 공식으로 혼인했기 때문에, 그녀의 제위 권리는 정적들로부터 도전받을 소지가 있었다.
아름답고 매력적이고, 지적이며 발랄함과 뛰어난 재능을 지녔던 그녀는 황실 친위대를 비롯한 여러 사람들 사이에서는 인기가 높았으나 3대 황제 표트르 2세와 4대 황제 안나의 통치 기간 동안은 그녀의 정치적 역할은 미미했다. 1740년 안나가 서거하자 안나의 언니의 딸 레오폴도브나가 자신의 아들 이반 6세의 섭정을 맡고 옐리자베타를 수녀원으로 추방하겠다고 위협하자, 옐리자베타는 러시아에 대한 프로이센 왕국의 내정 간섭 배제와 러시아의 친오스트리아 제국·반프랑스 왕국 외교 정책 폐지를 희망하는 귀족들과 뜻을 같이하기로 마음먹었다.
옐리자베타는 1741년 11월 25일 밤 자신의 동지들과 함께 쿠데타를 일으켜 어린 황제와 그 어머니 레오폴도브나 및 측근들을 체포하고, 26일 아침 8시에 상트페트르부르크 내 관료들과 주요 고위 성직자들을 소집한 후 자신을 러시아의 황제로 선포하게 했다. 이때 32세였다. 이 등극과 함께 로마노프 왕조의 남자 계보는 끊어졌다.
그녀는 이전 황제들이 채택했던 내각회의를 폐지하고 아버지 표트르 1세가 만들었던 원로원을 정식으로 재구성했다. 그 밖에도 이와 유사한 조치들을 취했기 때문에 그녀의 재위 기간은 표트르 1세의 통치 원칙과 전통으로의 복귀가 두드러진다. 그러나 원로원의 부활은 명목적이었을 뿐, 실제로는 총신들이 다스렸으며, 아버지 표트르 1세의 주요 개혁의 일부는 철폐됐다.
게다가 아버지처럼 정치에 주력하기보다는 무도회나 연극 등 화려한 궁정 생활과 교회 활동, 서유럽의 멋진 옷 등을 사들이는 데 열중했다. 교육과 예술의 발전을 장려해 러시아 최초의 대학교인 모스크바 대학교와 예술 아카테미를 세웠으며 엄청난 비용으로 겨울 궁전을 지었다. 대부분의 나랏일을 고문과 총신에게 떠맡겨 궁정 내 음모가 끊이지 않아 효율적인 통치가 이루어지지 않았으며, 재정 상태는 악화되었고 지주들은 농민들의 희생을 대가로 폭넓은 특권을 누렸다.
그러나 동시에 그는 대외 적극책을 추진하여, 유럽의 강대국으로서 러시아의 위신을 드높이기도 했다. 그의 전폭적인 신임을 받고 있던 알렉세이 베스투제프류민의 지도로 러시아는 친오스트리아·반프로이센 외교 정책을 강력히 고수했고, 1741년에 러시아의 제위 계승과 관련된 내분을 틈타, 스웨덴이 침공했지만, 20만 명의 대군을 파견해 맞서싸워 핀란드 남부를 병합했으며, 그레이트브리튼 왕국과 관계를 개선했다. 말년인 1762년에는 7년 전쟁에서 프로이센에 대항해 베를린을 침공하여 프로이센의 프리드리히 2세를 패배 직전으로까지 몰아붙여 성공적으로 전쟁을 수행했다. 그러나 러시아가 동맹국인 프랑스 및 오스트리아와 함께 프로이센을 붕괴시키기 전에 갑작스레 서거하여 제위는 그의 조카인 표트르 3세에게 돌아갔다. 후계자 표트르 3세의 친프로이센으로의 정책 전환으로 프로이센은 겨우 위기를 모면해 살아남을 수 있게 되었다.
옐리자베타는 살아 생전 결혼을 하지 않았으며, 대신 수많은 남성 애인들을 거느리고 있었다고 하지만, 첫사랑의 죽음을 애도하여 평생동안 상복만 입고 다녔다는 이야기는 유명하다. 아이가 없었기 때문에 이질이었던 홀슈타인고트로프의 카를 울리히(표트르 3세) 공을 러시아로 불려서 황위계승자로 책봉했으나 사이가 나빴다. 하지만 카를의 아내인 예카테리나 2세는 매우 예뻐하여 한번은 폐병에 걸려 치료를 받고 있던 예카테리나를 전염의 위험에도 불구하고 찾아가서 꼭 안아주기도 할 정도였다고 한다. 또한 두 사람은 자주 러시아어로 편지를 주고 받았다고 한다.

## 평가

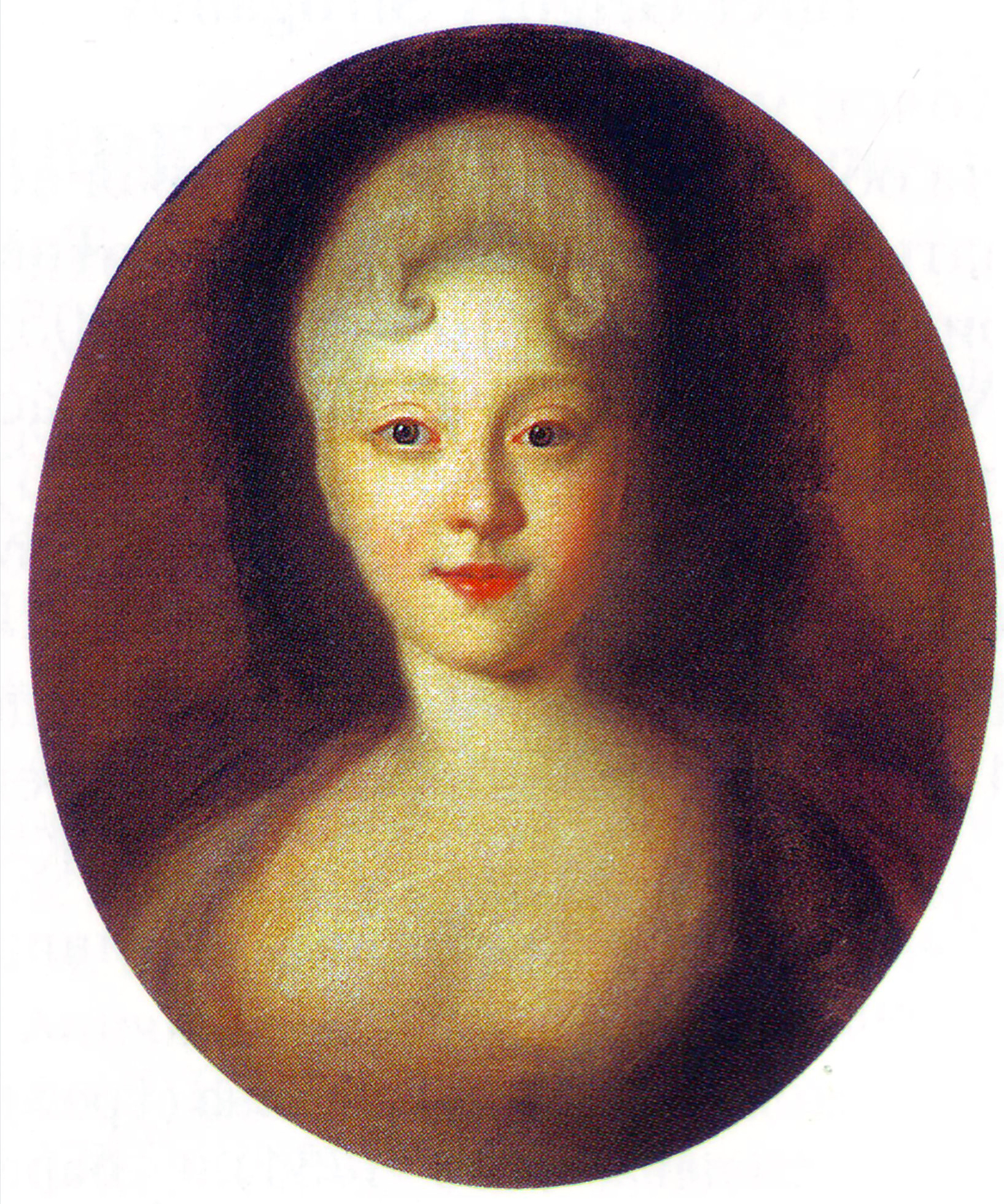
젊은 엘리자베스 by Ivan Nikitich Nikitin.

옐리자베타 페트로브나의 통치에 대한 평가는 이전에는 궁정을 중심으로 사치에 빠지고, 국제 전쟁에 휘말려 농노제가 강해진 시대로 긍정적인 평가를 받지 못했다. 그러나 그들은 확실히 문화적 발전과 국제적 지위 향상, 경제적 성장을 이루었으며, 러시아가 강국으로 발전해 가는 과정에서 중요한 역할을 했다고 평가를 받고 있다.

## 문화
국정에 관심이 없었던 옐리자베타 페트로브나는 문화 사업에 그 열정과 재능을 유감없이 발휘했다. 베르사이유 궁전을 모방한 러시아 궁정의 서구화를 열심히 진행했고, 패션에도 관심을 가졌다. 또한 학예 보호에도 적극적이어서 서구의 학식을 수용하기 위해 러시아 과학 아카데미를 지원하였다. 과학자 미하일 로모노소프의 제의를 수용하여 1755년에는 모스크바 대학을 설립했다. 예술가의 육성에도 노력을 기울였지만, 가장 중요한 사업 분야는 건축이었다. 궁정의 수석 건축가 라스트렐리에게 명하여 수많은 궁전을 건축하거나 또는 크게 개축하여 웅장한 러시아 바로크 양식으로 변모시켰다. 현재 상트페테르부르크를 유혹하고 있는 여러 궁전의 대부분은 옐리자베타 페트로브나의 통치기에 세워진 것이다.

## 같이 보기

### 전쟁
- 7년 전쟁
- 오스트리아 왕위 계승 전쟁
- 러시아-스웨덴 전쟁 (1741년)

### 건축
- 여름 궁전
- 겨울 궁전
- 예카테리나 궁전
- 차르스코예 셀로